# 5008 Miyazawakenji
5008 Miyazawakenji è un asteroide della fascia principale. Scoperto nel 1991, presenta un'orbita caratterizzata da un semiasse maggiore pari a 2,2150089 UA e da un'eccentricità di 0,0609651, inclinata di 5,26990° rispetto all'eclittica.
L'asteroide è dedicato al poeta giapponese Kenji Miyazawa.